# 遠東宣教會寶崗堂
遠東宣教會寶崗堂，簡稱寶崗堂，是舊日廣州的一座基督教堂，原本屬美國遠東宣教會，位置在廣州海珠區同福中路牛奶廠街1號及旁边的紅十字會醫院院區內的1-1、1-4、1-6號。2014年1月26號，被公佈為廣州市歷史建築。其當年除設禮拜堂，還辦過平民識字班、育嬰堂等，太平洋戰爭時期廣州淪陷期間，被作為囚禁英美傳教士的集中營。1950年代後一度作為中共河南區委辦公樓。

## 歷史

### 背景
19 世紀美國興起基督教聖潔運動，到1903 年，來自美國的文玉棠夫婦受聖潔會派遣來到廣州，在牛奶廠街定居傳教。到1912 年，文氏夫婦通過募開始捐建教堂。1928 年，遠東宣教會合併了華南聖潔會，牛奶廠街教堂改稱寶崗堂，內設聖經學院、育嬰堂、神職人員宿舍等建築。

### 年表
- 1912年，美國聖潔會德教徒文玉棠夫婦在寶崗腳買下土地，建筑樓同禮拜堂，起名叫「聖潔堂」。
- 1929年，美國差會来到廣州，因為同聖潔會信仰一樣，就合作搞宗教活動，教堂改名「遠東宣教会寶崗堂」。
- 1938年，日本军队打到廣州，在廣州淪陷前夕，寶崗堂委會將寶崗堂大部分產業，交给了紅十字會醫院代管。
- 1941年，珍珠港事件爆發，美國向日本宣戰，日軍佔領寶崗堂，並將拘捕的美加籍傳教士、嶺南大學外籍教師 59 人關押在裡面[5]。12月，寶崗禮拜堂被日本军队改成集中營，用來關押西方傳教士[2]。
- 1942年，西方傳教士獲釋离去[2]。
- 1949年10月，廣州被第四野战军进驻，美國傳教士离开[2]。
- 1951年至1953年，禮拜堂由廣州市河南區政府代管，占用1號樓的二三層来辦公，1號樓下面的空地本有舞台同洗禮池，改造的时候被清拆[6]。
- 1955年， 产业转交廣州市基督教三自愛國運動委員會。
- 1966年，教會大聯合，禮拜堂租给了紅十字會醫院[2]。
- 1982年，國家落實宗教政策，1號禮拜堂业权交予廣州州市基督教協會[2][6]。租给33户租户用于教会自养[7]。
- 2014年，定為廣州市歷史建築[3]。

## 建築
寶崗堂主樓為牛奶廠街 1 號，高三層，一層高 4 米，門前六根羅馬石柱支撐起陽臺，背後設有室外直跑梯 ，有早期美國設計的特點。三樓樓頂有鐘樓。每層從中間對半而開。

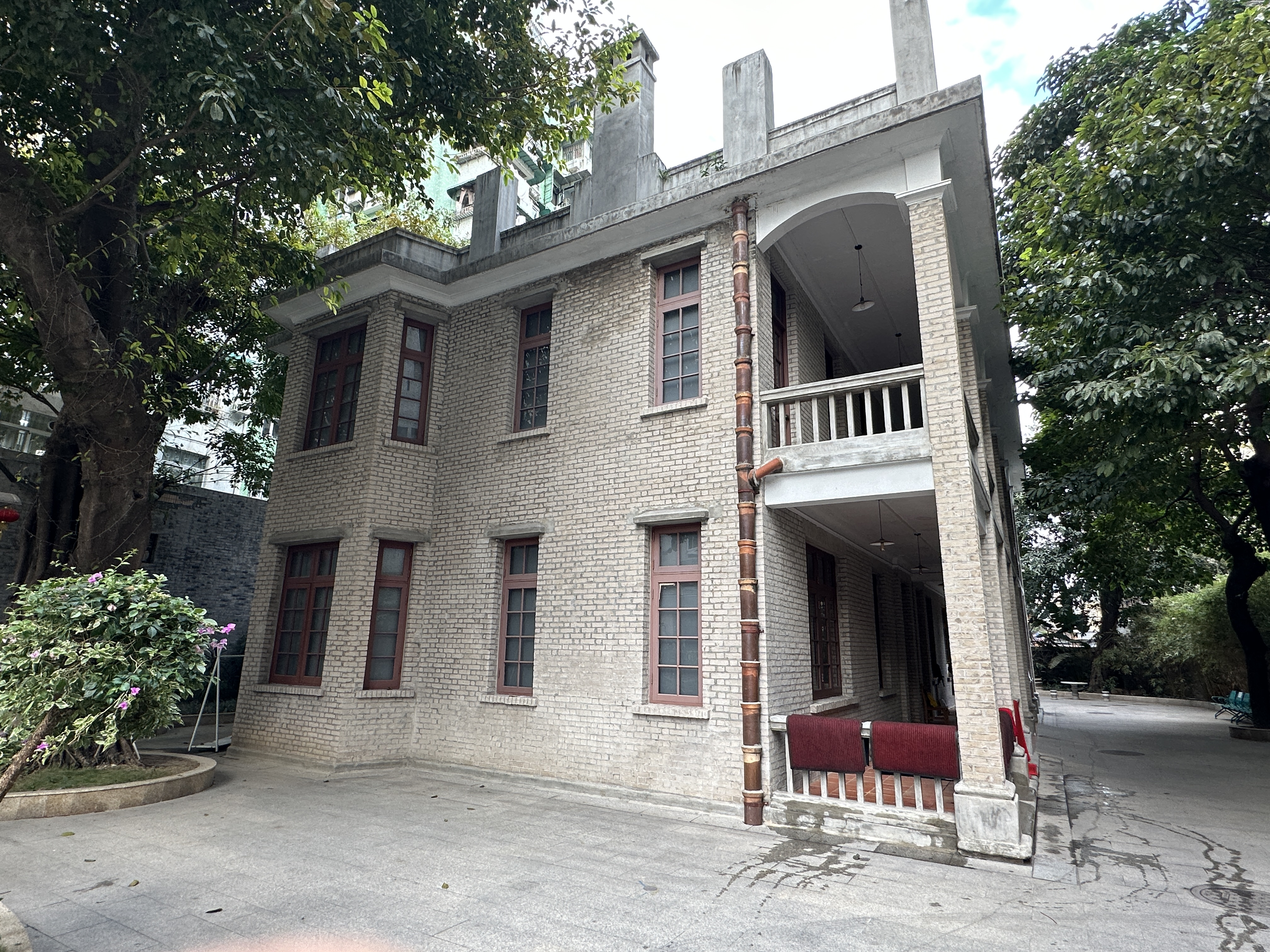
今广州市红十字会医院内建筑
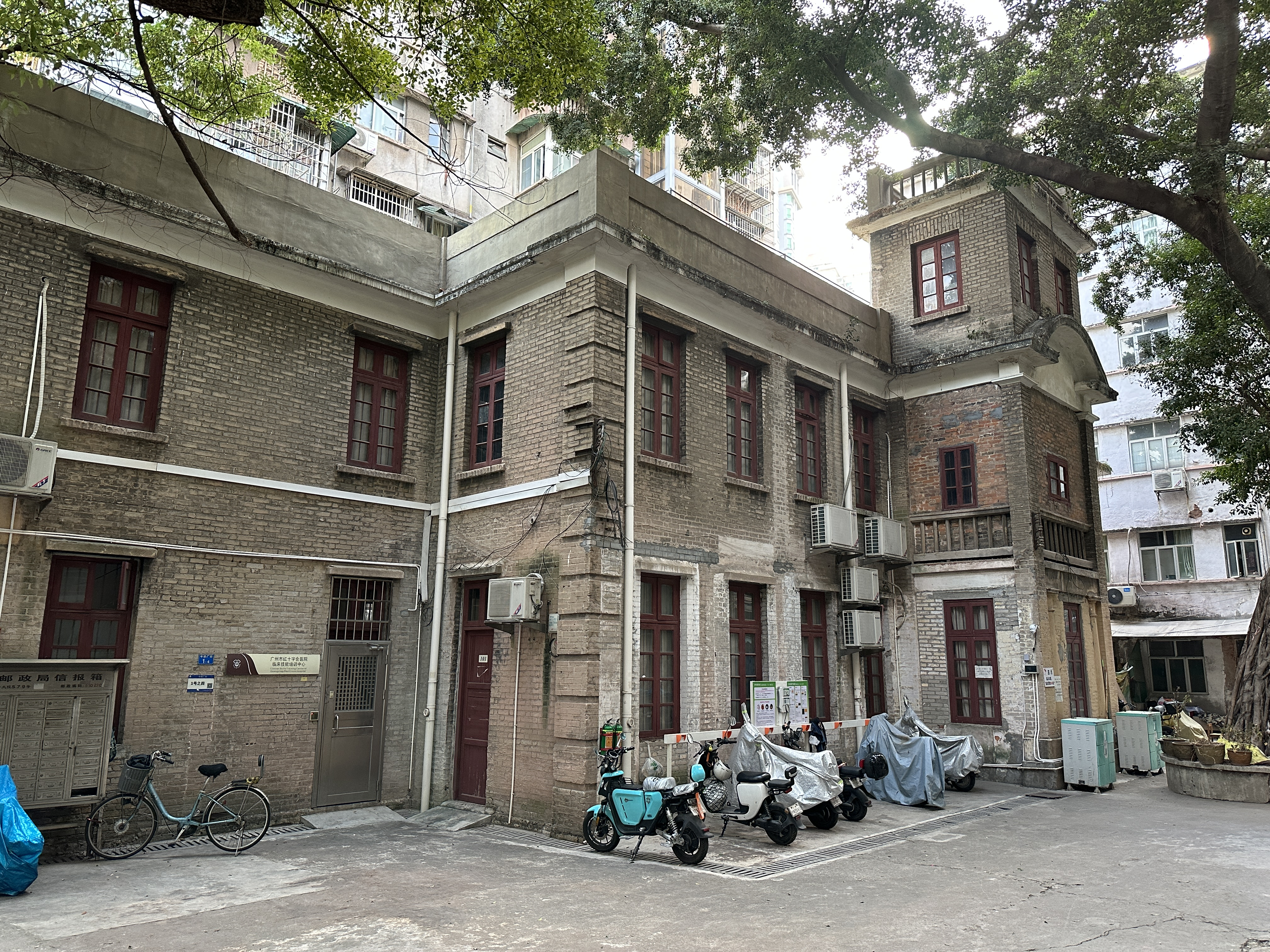
牛奶厂街1-4号建筑